# 財政局
財政局（葡萄牙語：Direcção dos Serviços de Finanças，葡文縮寫：DSF）隸屬於澳門特區政府經濟財政司，負責指導、統籌及監察澳門特別行政區公營部門之財政活動。前身為財政司，該司司長最後一任為艾衛立（Carlos Fernando de Abreu Ávila）。

## 職能

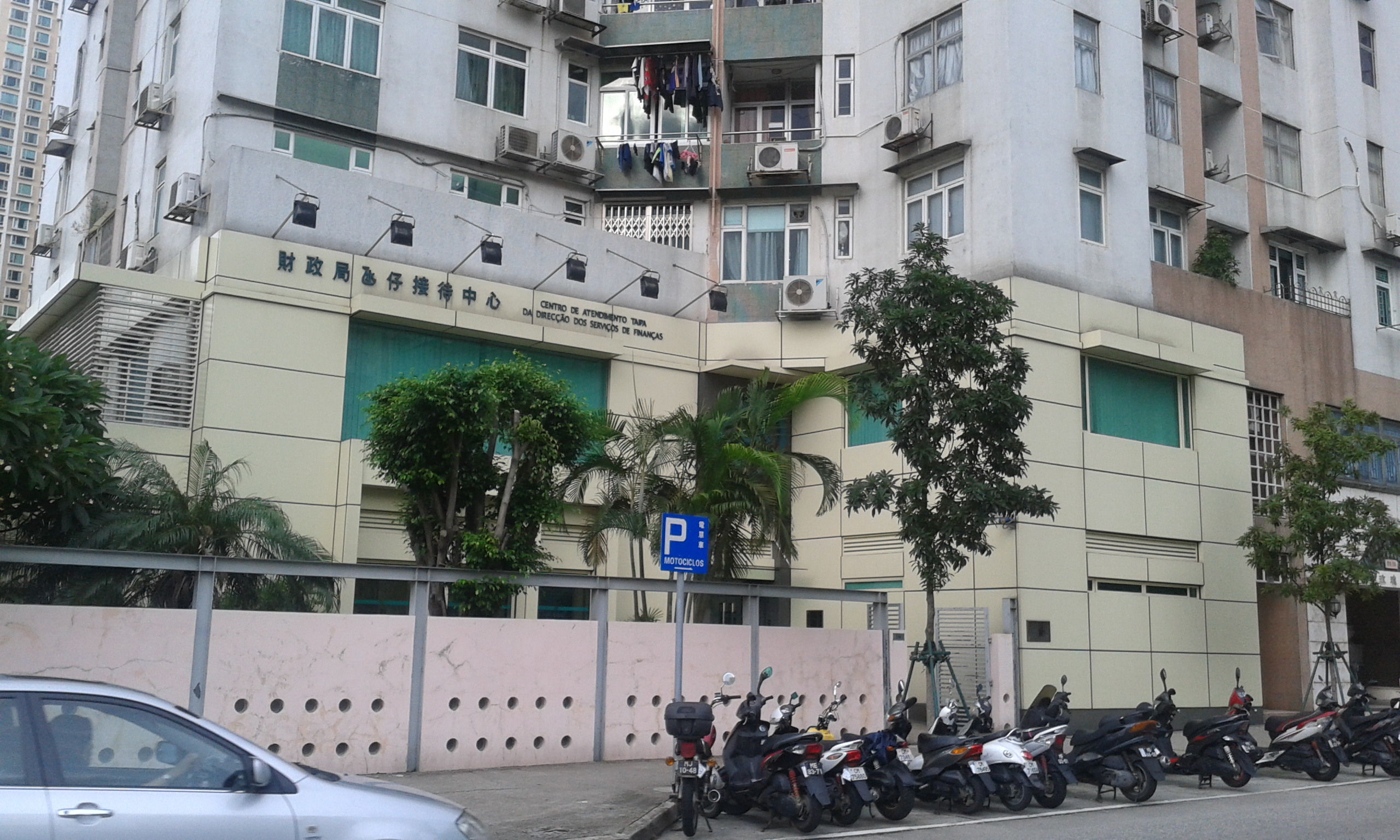
財政局氹仔接待中心

- 組織“公共會計系統”及“澳門特別行政區預算”，促進並指導其運作及執行，以及確保澳門特別行政區財政之正常管理；
- 建議適當且有效之短期及中期資源分配之措施，如有需要，建議抵銷赤字或運用盈餘之措施；
- 協助制定澳門特別行政區公營部門投資政策，就有關方案發表意見，並確保行政當局投資與發展開支計劃之編制及執行；
- 確保公庫與代理銀行及其他實體之聯繫，監管公款之調動及進行出納活動，並組織有關之帳目系統及作記帳活動；
- 進行澳門特別行政區之稅務管理，促進其與稅務法律之配合，並在公共利益受侵犯時，維護及重建公共利益；
- 執行稅務政策，並不斷評估其在財政、經濟及社會範疇內之效益；
- 在稅務及公共財政方面進行監察，以預防及糾正異常狀況；
- 按法律規定，確保澳門特別行政區耐用財產之管理；
- 跟進為澳門特別行政區帶來資源或其他利益之合同之履行；
- 協助吸納公款活動之進行，並監管有關還本付息之活動，以及評估在中期及長期財政計劃上所產生之相應影響；
- 監管財政活動，並對澳門特別行政區、以及其部門、自治基金組織及民政總署在給予擔保之政策上或在取得及轉讓財務資產方面提供必要之諮詢性意見；
- 開發與其職責有關之輔助整個行政當局之共同活動之資訊項目；
- 就與其職責有關之法規草案或澳門特別行政區合同草案發表意見；
- 為制定及完善與其工作有關之政策，進行必要之研究及調查工作，並制定適當之法律文書；
- 與澳門金融管理局或貨幣、金融及外匯領域之其他實體相互配合，制定及執行貨幣、金融及外匯政策；
- 在其職責範圍內確保澳門特別行政區參與國際團體或其他國際機構之工作；
- 協助參與有關稅務之國際公約之談判，並執行源自有關公約之跟進工作。

## 組織法例
- 第30/99/M號法令（1999年7月5日《澳門政府公報》，於1999年7月12日及26日《澳門政府公報》刊登更正，經12月20日第9/1999號法律廢止第37條）訂定財政局新組織法。
- 第59/2001號經濟財政司司長批示（2001年10月3日《澳門特別行政區公報》）訂定財政局人員的特別辦公時間。
- 第8/2005號行政命令（2005年2月21日《澳門特別行政區公報》）修改財政局人員的編制。
- 第55/2005號經濟財政司司長批示（2005年6月27日《澳門特別行政區公報》）核准財政局人員彈性上下班時間規章。
- 第69/2010號行政命令（2010年8月2日《澳門特別行政區公報》）財政局的人員編制。
- 第112/2010號經濟財政司司長批示（2010年11月8日《澳門特別行政區公報》）訂定財政局政府綜合服務大樓工作人員的特別辦公時間。
- 第81/2020號經濟財政司司長批示（2020年11月23日《澳門特別行政區公報》）核准財政局工作人員彈性工作時間規章。
- 第55/2023號行政命令（2023年6月26日《澳門特別行政區公報》）修改財政局人員編制。

## 歷任局長
1. 艾衛立（Carlos Fernando de Abreu Ávila）（1999年12月20日——2007年5月）
2. 劉玉葉（2007年5月——2010年2月4日）[1]
3. 江麗莉（Vitória Alice Maria da Conceição）（2010年11月15日——2015年6月30日）
4. 容光亮（2015年7月1日——2025年6月30日）